# Пожоньские анналы
Пожоньские анналы (лат. Annales Posonienses) — написанная на латинском языке венгерская историческая компиляция, сделанная, по всей видимости, в начале XIII века в монастыре Святого Иоанна в Болдве (современное медье Боршод-Абауй-Земплен). Анналы сохранились в рукописи первой половины XIII века. Они описывают события истории Венгрии с 997 по 1203 год.

## Издания Пожоньских анналов
- Rerum Hungaricarum Monumenta Arpadiana, ed. J. L. Endlicher; St. Galeon, 1849 (Leipzig, 1931), pp. 55-59.
- Annales Posonienses. — Monumenta Germaniae Historica. Scriptorum. T. XIX. Annales aevi suevici. — Hannover, 1866. — P. 571—573. (недоступная ссылка)
- Historiae Hungaricae Fontes Domestici, ed. M. Florianus, Budapest, 1881, pars 1, vol. 3, pp. 208—213.
- Scriptores Rerum Hungaricarum, Budapest, 1937, vol. I, pp. 125—127.

## Переводы на русский язык
- Пожоньские анналы в переводе А. С. Досаева на сайте Восточная литература